# Парк-Сити
Парк-Сити (англ. Park City) — город в горах Уосатч, входящий в состав округов Уосатч и Саммит в штате Юта, США, наряду с городом Моаб, главный курортный город в этом штате. Парк-Сити известен своими горнолыжными курортами и также тем, что каждый год здесь проводится международный кинофестиваль Сандэнс. Число туристов в городе значительно превышает число постоянных жителей.

Занимает 67-ю строчку в списке крупнейших городов штата по численности населения.

## История
Изначально Парк-Сити был шахтёрским городом. В феврале 1936 года местные власти решили провести первый лыжный фестиваль на северном склоне «Оленьей Долины», для чего были проложены лыжные трассы и возведены коттеджи для проживания гостей фестиваля. Через 10 лет местные жители: механик Боб Бёрнс и плотник Отто Карпентер из подручного материала (например, двигатель был взят от грузовика) и горного оборудования, оставшегося от заброшенных шахт, построили первый в штате Юта горный подъёмник. Району было дано название Сноу Парк (Snow Park). В первое время подъёмники работали только по выходным, но после того, как в начале 1958 году закрылись последние шахты в Парк-Сити, и экономика города оказалась в плачевном состоянии, местными властями было принято решение о создании на базе Сноу-Парка полноценного горнолыжного курорта. Отто Карпентер стал руководителем Сноу-Парка и занимал эту должность до окончания лицензии на владение собственностью в 1968 году. В настоящее время курорт «Оленья Долина» (Дир-Вэлли) в Парк-Сити имеет золотые медали за организацию отдыха, сервис и качество кухни, программы для всей семьи, подъёмники и состояние снега. 13 июня 2009 года Парк-Сити отпраздновал 125-летие.

## Достопримечательности
Парк-Сити — туристический город с множеством отелей. Названия почти всех улиц и заведений города связаны с шахтёрским ремеслом. Парк-Сити известен прежде всего тем, что каждую зиму здесь проводится ежегодный международный кинофестиваль Сандэнс. Кинопремьеры фестиваля проходят в театре «Egyptian Theatre» (Египетский театр), который расположен на главной улице города Мэйн-стрит (328 Main St. Park City, UT 84060).
Главная улица Парк-Сити — Мэйн-стрит (англ. Main Street). The Miners Hospital (Шахтёрский госпиталь) построен в 1904 году местными бизнесменами, расположен по адресу 1354 Park Avenue Park City, UT 84060. «Stein Eriksen Lodge» — первый отель в штате Юта, получивший пять звёзд.
Кинотеатры Парк Сити:
- Eccles Theatre — 1270 мест
- Egyptian Theatre — 266 мест
- Holiday Village Cinemas II — 156 мест
- Holiday Village Cinemas III — 156 мест
- Holiday Village Cinemas IIV — 164 мест
- Library Center Theatre — 448 мест
- Propector Square Theatre — 352 мест
- Racquet Club Theatre — 602 мест
- Yarrow Hotel Theatre — 250 мест

## Города-побратимы
- Куршевель, Франция